# Gnathifera (Spiralia)
Gnathifera (từ tiếng Hy Lạp gnáthos, "hàm", và tiếng Latin -fera, "mang") là một nhánh gồm các loài Spiralia kích thước nhỏ được đặc trưng bởi bộ hàm phức tạp làm từ kitin. Nó bao gồm ngành Gnathostomulida, Rotifera và Micrognathozoa. Chaetognatha gần đây đã được công nhận là có mối quan hệ chặt chẽ với nhánh này, và nó được đưa vào Gnathifera  hoặc nhóm rộng hơn là Chaetognathifera.
Gnathifera bao gồm một số ngành phong phú nhất. Có thể kể đến như là, luân trùng là một trong những động vật nước ngọt đa dạng và Chaetognatha là một trong những sinh vật phù du biển phong phú nhất.

## Lịch sử
Gnathifera được đặt tên vào năm 1995 để hợp nhất Gnathostomulida và Rotifera. Micrognathozoa đã sớm đã được thêm vào nhóm này. Chaetognatha, từ lâu đã công nhận là dòng dõi riêng không có họ hàng gần nhưng sau đó đã được xác nhận là Gnathifera vào năm 2019.
Một nhóm tương tự Acanthognatha, đã được đề xuất vào năm 1998 để hợp nhất Gastrotricha với Gnathostomulida và Rotifera. Tuy nhiên, Gastrotricha có nhiều mối quan hệ họ hàng gần với Lophotrochozoa hơn Gnathifera.

## Mô tả

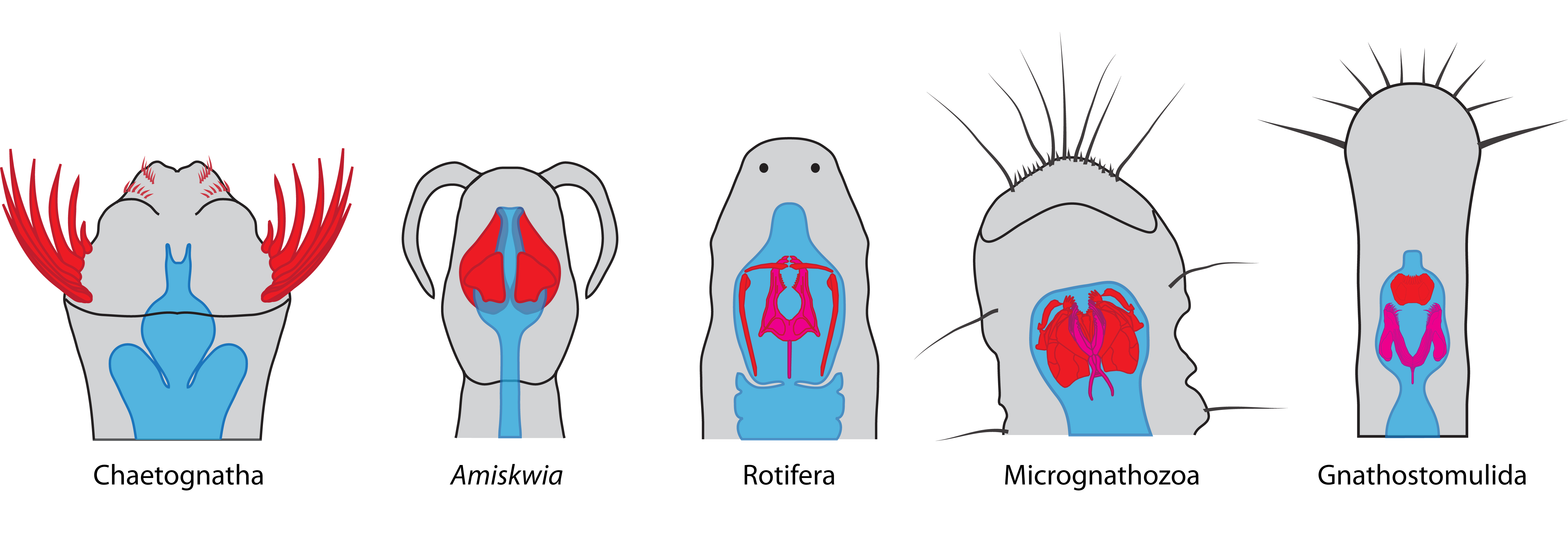
Sự so sánh giữa các vùng đầu thuộc nhánh Gnathifera

Đặc điểm nổi bật nhất của Gnathifera là sự hiện diện của bộ hàm miệng xơ cứng (sclerotized) phức tạp được tạo thành từ kitin.
Ở hầu hết các loài Gnathifera, hậu môn mở của chúng nằm trên bề mặt lưng.  Ở Micrognathozoa và Gnathostomulida, hậu môn chỉ tồn tại tạm thời và hình thành trong quá trình đại tiện. Không giống như các loài Gnathifera khác, ở ngành Chaetognatha và một chi tuyệt chủng Amiskwia hậu môn được xác định trên bề mặt bụng ở vị trí cận tận cùng.
Cả hai ngành Gnathostomulida và Micrognathozoa là động vật không có thể khoang, Rotifera là động vật có thể khoang giả. Ở các loài Chaetognatha thì là động vật có thể khoang thực sự. Gnathostomulida và Chaetognatha là loài lưỡng tíng, và Micrognathozoa xuất hiện kiểu sinh sản trinh sinh vì chưa từng thấy con đực nào, nhưng người ta cho rằng những con đực có thể thực hiện thụ tinh. Ở Rotifera cả con cái và con đực đều xuất hiện, ngoại trừ lớp Bdelloidea.

### Sự phát triển
Gnathifera được biết đến là phát triển trực tiếp. Dù Gnathifera được bao gồm trong nhóm Spiralia nhưng Rotifera và Chaetognatha không thấy sự biểu hiện phân cắt xoắn ốc (trong quá trình phát triển phôi thai). Sự phát triển của ngành Micrognathozoa không được hiểu biết nhiều. Về sự phát triển của Gnathostomulida vẫn chưa rõ nhưng nó xuất hiện trứng phân cắt xoắn ốc.

## Phân loại
|          | Micrognathozoa |
|          | |
|          | Chaetognatha |
|          | |
| Rotifera | \| \| Seisonida \| \| \| \| \| \| Acanthocephala \| \| \| \| \| \| Bdelloidea \| \| \| \| \| \| Monogononta \| \| \| \| |
|          | \| \| Seisonida \| \| \| \| \| \| Acanthocephala \| \| \| \| \| \| Bdelloidea \| \| \| \| \| \| Monogononta \| \| \| \| |
|          | Seisonida |
|          | |
|          | Acanthocephala |
|          | |
|          | Bdelloidea |
|          | |
|          | Monogononta |
|          | |

|  | Seisonida      |
|  |                |
|  | Acanthocephala |
|  |                |
|  | Bdelloidea     |
|  |                |
|  | Monogononta    |
|  |                |

|          | Micrognathozoa |
|          | |
|          | Chaetognatha |
|          | |
| Rotifera | \| \| Seisonida \| \| \| \| \| \| Acanthocephala \| \| \| \| \| \| Bdelloidea \| \| \| \| \| \| Monogononta \| \| \| \| |
|          | \| \| Seisonida \| \| \| \| \| \| Acanthocephala \| \| \| \| \| \| Bdelloidea \| \| \| \| \| \| Monogononta \| \| \| \| |
|          | Seisonida |
|          | |
|          | Acanthocephala |
|          | |
|          | Bdelloidea |
|          | |
|          | Monogononta |
|          | |

|  | Seisonida      |
|  |                |
|  | Acanthocephala |
|  |                |
|  | Bdelloidea     |
|  |                |
|  | Monogononta    |
|  |                |

|          | Micrognathozoa |
|          | |
|          | Chaetognatha |
|          | |
| Rotifera | \| \| Seisonida \| \| \| \| \| \| Acanthocephala \| \| \| \| \| \| Bdelloidea \| \| \| \| \| \| Monogononta \| \| \| \| |
|          | \| \| Seisonida \| \| \| \| \| \| Acanthocephala \| \| \| \| \| \| Bdelloidea \| \| \| \| \| \| Monogononta \| \| \| \| |
|          | Seisonida |
|          | |
|          | Acanthocephala |
|          | |
|          | Bdelloidea |
|          | |
|          | Monogononta |
|          | |

|  | Seisonida      |
|  |                |
|  | Acanthocephala |
|  |                |
|  | Bdelloidea     |
|  |                |
|  | Monogononta    |
|  |                |

|          | Micrognathozoa |
|          | |
|          | Chaetognatha |
|          | |
| Rotifera | \| \| Seisonida \| \| \| \| \| \| Acanthocephala \| \| \| \| \| \| Bdelloidea \| \| \| \| \| \| Monogononta \| \| \| \| |
|          | \| \| Seisonida \| \| \| \| \| \| Acanthocephala \| \| \| \| \| \| Bdelloidea \| \| \| \| \| \| Monogononta \| \| \| \| |
|          | Seisonida |
|          | |
|          | Acanthocephala |
|          | |
|          | Bdelloidea |
|          | |
|          | Monogononta |
|          | |

|  | Seisonida      |
|  |                |
|  | Acanthocephala |
|  |                |
|  | Bdelloidea     |
|  |                |
|  | Monogononta    |
|  |                |

|          | Micrognathozoa |
|          | |
|          | Chaetognatha |
|          | |
| Rotifera | \| \| Seisonida \| \| \| \| \| \| Acanthocephala \| \| \| \| \| \| Bdelloidea \| \| \| \| \| \| Monogononta \| \| \| \| |
|          | \| \| Seisonida \| \| \| \| \| \| Acanthocephala \| \| \| \| \| \| Bdelloidea \| \| \| \| \| \| Monogononta \| \| \| \| |
|          | Seisonida |
|          | |
|          | Acanthocephala |
|          | |
|          | Bdelloidea |
|          | |
|          | Monogononta |
|          | |

|  | Seisonida      |
|  |                |
|  | Acanthocephala |
|  |                |
|  | Bdelloidea     |
|  |                |
|  | Monogononta    |
|  |                |

|          | Micrognathozoa |
|          | |
|          | Chaetognatha |
|          | |
| Rotifera | \| \| Seisonida \| \| \| \| \| \| Acanthocephala \| \| \| \| \| \| Bdelloidea \| \| \| \| \| \| Monogononta \| \| \| \| |
|          | \| \| Seisonida \| \| \| \| \| \| Acanthocephala \| \| \| \| \| \| Bdelloidea \| \| \| \| \| \| Monogononta \| \| \| \| |
|          | Seisonida |
|          | |
|          | Acanthocephala |
|          | |
|          | Bdelloidea |
|          | |
|          | Monogononta |
|          | |

|  | Seisonida      |
|  |                |
|  | Acanthocephala |
|  |                |
|  | Bdelloidea     |
|  |                |
|  | Monogononta    |
|  |                |

|          | Micrognathozoa |
|          | |
|          | Chaetognatha |
|          | |
| Rotifera | \| \| Seisonida \| \| \| \| \| \| Acanthocephala \| \| \| \| \| \| Bdelloidea \| \| \| \| \| \| Monogononta \| \| \| \| |
|          | \| \| Seisonida \| \| \| \| \| \| Acanthocephala \| \| \| \| \| \| Bdelloidea \| \| \| \| \| \| Monogononta \| \| \| \| |
|          | Seisonida |
|          | |
|          | Acanthocephala |
|          | |
|          | Bdelloidea |
|          | |
|          | Monogononta |
|          | |

|  | Seisonida      |
|  |                |
|  | Acanthocephala |
|  |                |
|  | Bdelloidea     |
|  |                |
|  | Monogononta    |
|  |                |

|          | Micrognathozoa |
|          | |
|          | Chaetognatha |
|          | |
| Rotifera | \| \| Seisonida \| \| \| \| \| \| Acanthocephala \| \| \| \| \| \| Bdelloidea \| \| \| \| \| \| Monogononta \| \| \| \| |
|          | \| \| Seisonida \| \| \| \| \| \| Acanthocephala \| \| \| \| \| \| Bdelloidea \| \| \| \| \| \| Monogononta \| \| \| \| |
|          | Seisonida |
|          | |
|          | Acanthocephala |
|          | |
|          | Bdelloidea |
|          | |
|          | Monogononta |
|          | |

|  | Seisonida      |
|  |                |
|  | Acanthocephala |
|  |                |
|  | Bdelloidea     |
|  |                |
|  | Monogononta    |
|  |                |

Gnathifera là thành viên thuộc nhóm Spiralia (Động vật xoắn ốc). Nó là chị em với một nhánh bao gồm tất cả các loài Spiralia khác. Before the cladistic era, hầu hết Gnathifera được coi như là Aschelminthes, một nhóm hiện nay được công nhận như là đa ngành.
Chaetognatha có nhiều đặc điểm tương đồng về hình thái với Rotifera, cho thấy chúng là đơn vị phân loại có mối quan hệ chị em. Tuy nhiên, dựa trên dữ liệu phân tử, Micrognathozoa có lẽ có mối quan hệ chặt chẽ với Rotifera hơn Chaetognatha.
Rotifera gồm 4 phân nhánh: Seisonida, Acanthocephala, Bdelloidea, và Monogononta. Acanthocephala thông thường không nằm trong nhóm Rotifera, nhưng hiện nay người ta biết rằng Rotifera là cận ngành mà không bao gồm Acanthocephala. Về nhà phân loại học gọi nhánh Rotifera bao gồm Acanthocephala là Syndermata, nhân một số khác vẫn sử dụng thuật ngữ Rotifera và coi Acanthocephala như là Rotifera. Có rất nhiều giả thuyết về mối quan hệ giữa Rotifera.
Ngành Cycliophora có lẽ thuộc nhánh Gnathifera, nhưng một số nghiên cứu khác cho rằng nó có mối quan hệ gần với Entoprocta hơn Gnathifera.

## Hồ sơ hóa thạch

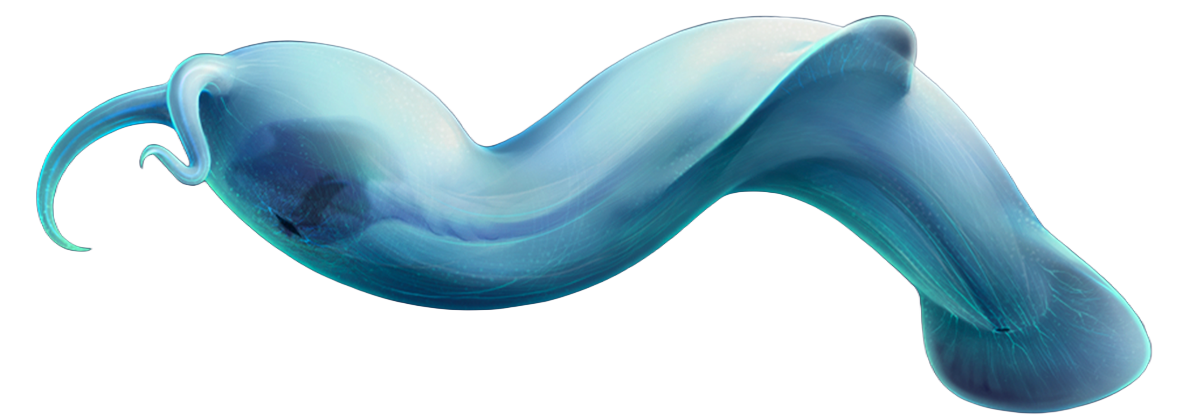
Amiskwia sagittiformis dạng cơ bản Gnathifera từ kỷ Cambri ở Canada, lớn hơn nhiều so với Gnathifera hiện nay

Hồ sơ hóa thạch của Gnathifera ít được biết. Không một hóa thạch nào của Gnathostomulida được biết đến.  Hóa thạch của một chi luân trùng Habrotrocha còn tồn tại được biết đến từ hổ phách Dominican có niên đại từ muộn thế Eocene (thế Thủy Tân), nhưng luân trùng chỉ biết đến từ thế Holocene (thế Toàn Tân). Ngược lại, hồ sơ hóa thạch của Chaetognatha mặc dù còn thiếu sót nhiều, bao gồm một số mẫu vật thuộc Đại Cổ sinh.Protoconodonta là nhóm thân của ngành Chaetognatha.
Loài Protoconodonta sớm nhất có niên đại từ tầng Fortune thuộc kỷ Cambri, và là một trong những loài động vật đối xứng hai bên (Bilateria) cổ đại nhất. Đơn vị phân loại bí ẩn, Amiskwia là một loài Gnathifera và cũng có lẽ là nhóm thân ngành Chaetognatha.
Inquicus là một loài ký sinh ngoài cũng thuộc kỷ Cambri, và có vẻ là Gnathifera.